# Sinjë
Sinjë è una frazione del comune di Berat in Albania (prefettura di Berat).
Fino alla riforma amministrativa del 2015 era comune autonomo, dopo la riforma è stato accorpato, insieme agli ex-comuni di Berat, Otllak, Roshnik e Velabisht a costituire la municipalità di Berat.

## Località
Il comune è formato dall'insieme delle seguenti località:
- Galina
- Kamçishti
- Levani
- Mbjeshova
- Mbolani
- Mbreshtani
- Molishti
- Osmënzeza 1
- Osmënzeza 2
- Paftali
- Plashniku i Vogël
- Sadovica
- Sinja
- Velçani